# Orurillo (distrito)
Orurillo é um distrito do Peru, departamento de Puno, localizada na província de Melgar.

## Transporte
O distrito de Orurillo não é servido pelo sistema de estradas terrestres do Peru.